# Dagbatitherium
Dagbatitherium ist eine ausgestorbene Gattung aus der Ordnung der Rüsseltiere. Von ihr liegt bisher ein einzelner Mahlzahn aus den Phosphatbecken von Togo in Westafrika vor. Der Fund datiert in das Mittlere Eozän vor gut 45 Millionen Jahren. Ein auffallendes Kennzeichen des Zahnes bilden drei Höckerpaare, die quer zur Zahnlängsachse orientiert sind. Dieses Merkmal findet sich bei den entwickelten Rüsseltieren, die in der Gruppe der Elephantiformes zusammengefasst sind. Mit seiner Altersstellung bildet Dagbatitherium den bisher frühesten Angehörigen dieser taxonomischen Einheit. Des Weiteren zeichnet sich der Zahn durch eine niedrige Zahnkrone und ein buckeliges Kauflächenmuster aus. Die Gattung wurde im Jahr 2021 wissenschaftlich eingeführt. Es ist eine Art anerkannt.

## Beschreibung
Dagbatitherium ist der bisher kleinste und älteste Vertreter der Elephantiformes, einer Gruppe von Rüsseltieren, die zu den heutigen Elefanten führte. Es ist gegenwärtig allerdings lediglich ein unterer Molar bekannt, der möglicherweise den ersten oder zweiten der Mahlzahnreihe repräsentiert. Seine Länge beträgt 37,5 mm, seine Breite 29,2 mm. Der Zahn zeichnete sich durch seine niedrige (brachyodonte) Zahnkrone aus, was einen Unterschied zu den höheren bei anderen frühen Elephantiformes wie Phiomia oder Palaeomastodon bildet. Auf der Kauoberfläche bestanden zwei deutliche Höckerpärchen, die quer zur Zahnlängsachse orientiert waren. Die beiden lippenseitigen Höcker (Protoconid und Hypoconid) zeigten sich breiter und niedriger als die zungenseitigen (Metaconid und Entoconid). Die jeweiligen Höckerpaare wurden durch eine tiefe Grube in der Mittelachse des Zahnes geteilt. Die breiten lippenseitigen Höcker verursachten eine stärker einfallende Zahnkronenwand, während die zungenseitige steiler stand. An den Höckern waren teils schärfere Grate ausgebildet, wodurch das bunodonte (buckelige) Kauflächenmuster stärker in Richtung eines bunolophodonten (mit Leisten) tendierte. Neben den Haupthöckern kamen zusätzlich noch einzelne Nebenhöcker vor. Am hinteren Ende des Zahns schloss sich ein drittes Höckerpaar an. Es gab dem Molar so ein trilophodontes (mit drei Höckerpaaren/Leisten) Aussehen. Dieses ist ein typisches Kennzeichen der Elephantiformes und trennt die Gruppe von den urtümlicheren Rüsseltieren mit bilophodonten Zähnen (mit zwei Höckerpaaren/Leisten) ab. Bei den Deinotherien, die ebenfalls einen trilophodonten vorderen Molar besaßen, waren die einzelnen Höckerpaare wesentlich deutlicher zu Leisten verschmolzen. Als weiteres markantes Merkmal endete der Zahn bei Dagbatitherium hinter dem dritten Höckerpaar in einem Cingulum, ein niedriger Zahnschmelzwulst. Außerdem wies er schon ein dreilagiges Zahnschmelzmuster auf, das wiederum typisch für die meisten entwickelten Rüsseltiere ist, einigen früheren Formen jedoch fehlt.

## Fossilfunde
Der bisher einzige aufgefundene Zahn von Dagbatitherium stammt aus Westafrika und wurde im Hahotoé-Kpogamé-Phosphatkomplex geborgen. Hierbei handelt es sich um phosphathaltige Ablagerungen, die in einem küstennahen Becken ausgebildet sind. Sie erstrecken sich über eine Länge von 30 bis 35 km und einer Breite von 2 bis 3 km in Nordost-Südwest-Richtung zwischen den Städten Dagbati und Aveta in Togo. Erstmals in den 1950er Jahren durch Bohrungen erkundet, werden sie seit den 1960er Jahren in großen Tagebaubetrieben wirtschaftlich abgebaut. Hierbei müssen bis zu 30 m mächtige auflagernde Sedimente abgetragen werden. Die Phosphatlager entstanden in einem flachen marinen Milieu. Prinzipiell lassen sich drei Einheiten unterscheiden, die zuunterst aus 10 bis 15 m mächtigen phosphathaltigen Mergeln bestehen (Couche 3 und Couche 2), gefolgt von 1 bis 8 m mächtigen Phosphareniten (Couche 1) und etwa 1 m mächtigen phosphathaltigen Tonen (Couche 0). Vor allem die beiden unteren Ablagerungseinheiten sind sehr fossilreich, wobei hier Reste von Haien und Rochen dominieren. In den Phosphareniten sind aber auch mehrere Knochenlager mit unter anderem Fossilien von Walen und Seekühen ausgebildet. Der Zahn von Dagbatitherium fand sich in den basalen Bereichen der Phospharenite im Abbaugebiet von Dagbati. Zahlreiche Mineralien mit terrestrischem Ursprung und Pollen deuten auf eine einst küstennahe Situation hin. Begleitend kamen auch Foraminiferen zum Vorschein. Anhand dieser konnte für die Ablagerungen eine Stellung im Mittleren Eozän vor etwa 46,5 bis 44 Millionen Jahre ermittelt werden.

## Systematik
Dagbatitherium ist eine ausgestorbene Gattung aus der Ordnung der Rüsseltiere (Proboscidea). Ihr trilophodont gebauter Backenzahn verweist sie in die Gruppe der Elephantiformes, welche die moderneren Entwicklungslinien der Rüsseltiere vereint. Ihr gegenüber stehen die Plesielephantiformes als ursprünglichste Vertreter der Ordnung, die durch einen bilophodonten Zahnbau gekennzeichnet sind, also nur zwei Höckerpaare oder Leisten aufweisen. Mit seiner Stellung im Mittleren Eozän kann Dagbatitherium als der älteste bisher bekannte Angehörige der Elephantiformes aufgefasst werden. Andere Formen wie Phiomia und Palaeomastodon sind deutlich jünger und wurden zumeist aus dem ausgehenden Eozän und dem beginnenden Oligozän des Fayyum beschrieben. Gegenüber diesen beiden war Dagbatitherium markant kleiner, hatte niedrigere Zahnkronen und ein komplexeres Zahnschmelzmuster. Allen drei Formen gemein ist jedoch eine auffallend bunodonte (buckelige) Kauflächengestaltung. Letzteres Merkmal steht im Kontrast zu den teils deutlicher lophodonten Zähnen früherer oder zeitgleicher Angehöriger der Plesielephantiformes, etwa Phosphatherium, Numidotherium oder Barytherium, bei denen die einzelnen Höcker eines Paares mit Leisten verbunden sind. Im Zahnbau ähneln Dagbatitherium und andere frühe Elephantiformes dadurch eher Moeritherium und Saloumia, welche eine archaische Gruppe von Rüsseltieren bilden, die teilweise als Seitenzweig angesehen wurde. Weitere Übereinstimmungen finden sich bei Eritherium, dem bisher urtümlichsten bekannten Angehörigen der Ordnung, der ebenfalls bunodonte Mahlzähne besaß. Insgesamt sind aber die Verwandtschaftsverhältnisse der frühen Rüsseltiere des Paläogens noch wenig bekannt. Innerhalb der Elephantiformes wurde Dagbatitherium noch keiner bestimmten Familie zugewiesen.
Die wissenschaftliche Erstbeschreibung von Dagbatitherium erfolgte im Jahr 2021 durch ein Forscherteam um Lionel Hautier. Grundlage bildete der Molar aus Dagbati in Togo, der gleichzeitig den Holotyp bildet (Exemplarnummer ULDG-DAG1). Gefunden wurde dieser im Jahr 2017 bei Feldarbeiten im Tagebau von Dagbati rund 2,5 km südwestlich der Stadt. Die Gattungsbezeichnung Dagbatitherium setzt sich aus dem Namen der Fundlokalität und dem griechischen Wort θηρίον (thērion) für „Tier“ zusammen. Gemeinsam mit der Gattung wurde die Art D. tassyi aufgestellt. Das Artepitheton ehrt den Forscher Pascal Tassy, der seine wissenschaftliche Arbeit dem Studium der Rüsseltiere widmete.